# Valico della Fricca
Il valico della Fricca è un passo delle Prealpi venete che collega Trento alla Val d'Assa, situato fra gli altopiani di Folgaria e Lavarone, in territorio Trentino.

## Descrizione

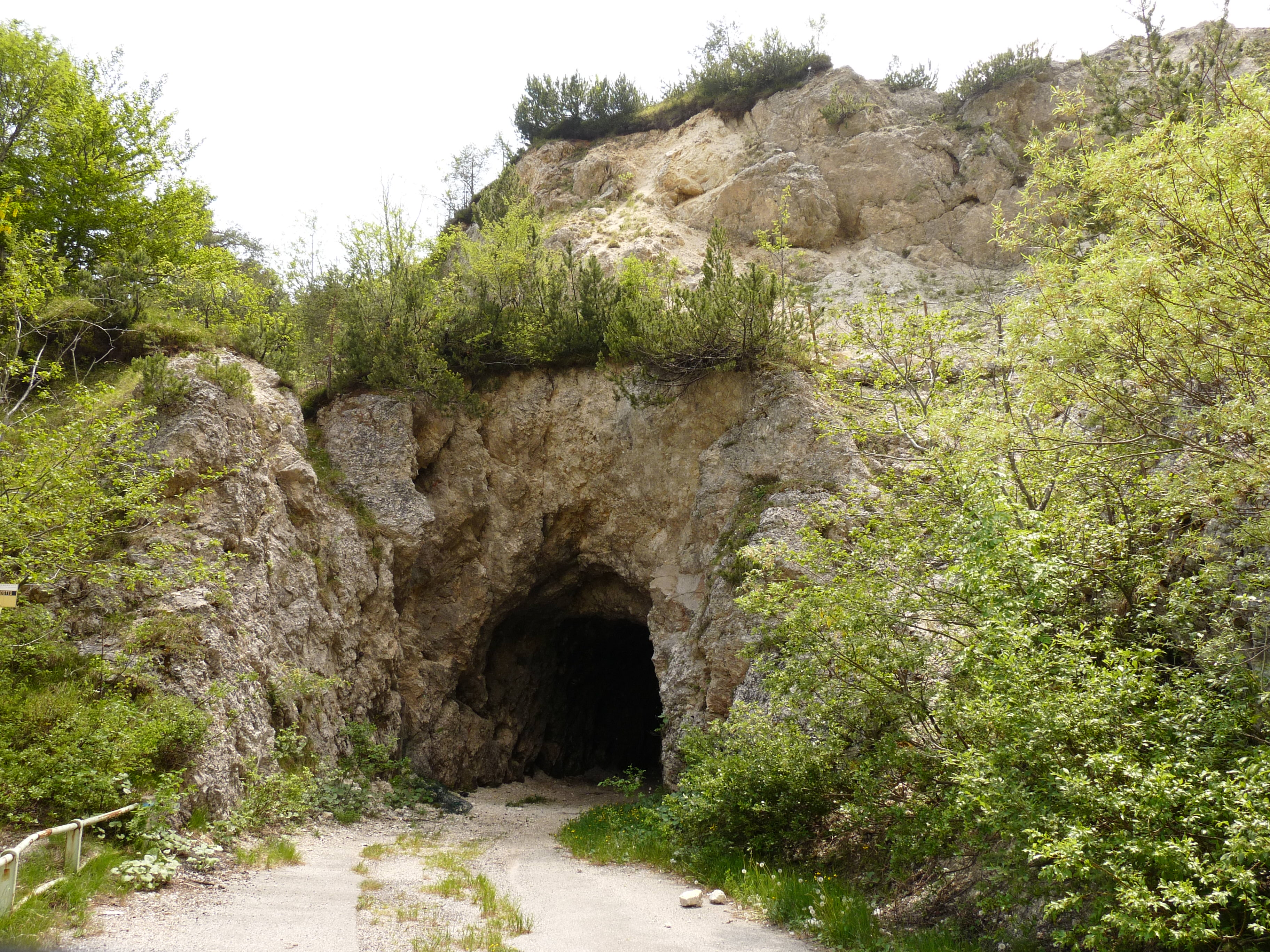
L'accesso alla vecchia galleria

Rappresenta la principale via di comunicazione fra Trento e la pianura vicentina (zona di Schio e Thiene).
Il progetto di completamento dell'autostrada A31 che dovrebbe collegare in maniera diretta Vicenza a Trento attraverso il valico della Fricca è ormai fermo da numerosi anni per varie motivazioni.